# Bengt Granstam
Bengt David Gerhard Granstam, född 7 september 1932 i Öxabäcks församling, Älvsborgs län, är en svensk organist och kompositör.

## Biografi
Bengt Granstam föddes 7 september 1932 i Öxabäcks församling, Älvsborgs län. Han är son till komministern David Granstam och Ruth Maria Elisabet Adrian. Granstam tog organistexamen i Göteborg och fortsatte sina studier vid Kungl. Musikhögskolan i Stockholm. Han blev 1962 organist i Stora Tuna församling.

## Diskografi
- 1976 – Dalakoraler och Bröllopsmusik (Proprius).

## Musikverk

### Orgelverk
- Pastoral för orgel (Noteria, 1975).

- Får ej i vårt hjärta bo (Noteria, 1979).

- Två fäbodpsalmer från Dalarna (Noteria, 1966).

1. Fäbodpsalm från Stora Tuna.
2. Fäbodpsalm från Torsång.

- Tre fäbodpsalmer från Siljansbygden (Noteria, 1981).

1. Fäbodpsalm från Sollerön
2. Fäbodpsalm från Mora
3. Fäbodpsalm från Rättvik

- Tre dalakoraler för orgel (Noteria, 1968).

- Två dalakoraler för orgel (Noteria, 1970).

1. O Jesu, när jag hädan skall.
2. Uti Din nåd, O Fader blid.

- Tre dalakoraler för orgel (Noteria, 1979).

1. Den kristliga dagvisan
2. Morapsalmen
3. Aftonpsalm

- Två dalamelodier (Noteria, 1989).

1. Vill du gå med till himlen
2. Jerusalem, Guds helgons stad

- Tre dalamelodier (Noteria, 1989).

1. Välkommen o Jesu
2. Lägg ned ditt bekymmer
3. Det står Guds folk en sabbatsvila åter

- Bröllopsmusik från Dalarna, nummer 1 (Noteria, 1970).

- Bröllopsmusik från Dalarna, nummer 2 (Noteria, 1976).

- Meditationer över gamla dalamelodier, häfte 1 (Noteria, 1972).

- Meditationer över gamla dalamelodier, häfte 2 (Noteria, 1972).

1. Den signade dag
2. Pärlor sköna, ängder gröna

- Meditationer över gamla dalamelodier, häfte 3 (Noteria, 1973).

1. En herrdag i höjden
2. Himmelriket liknas vid tio jungfrur

- Meditationer över gamla dalamelodier, häfte 4 (Noteria, 1974).

- Meditationer över gamla dalamelodier, häfte 5 (Noteria, 1976).

1. Den signade dag
2. Den signade dag

- Meditationer över gamla dalamelodier, häfte 6 (Noteria, 1976).

1. Så går en dag
2. Den signade dag

- Meditationer över gamla dalamelodier, häfte 7 (Noteria, 1976).

1. O Gud all sannings källa
2. I denna ljuva sommartid

- Meditationer över gamla dalamelodier, häfte 8 (Noteria, 1976).

1. I himmelen, i himmelen
2. Till himmelen dit längtar jag

- Meditationer över gamla dalamelodier, häfte 9 (Noteria, 1981).

1. Säg mig den vägen
2. I hoppet sig min frälsta själ förnöjer

- Meditationer över gamla dalamelodier, häfte 10 (Noteria, 1981).

1. Hav trones lampa färdig
2. O vad sällhet

- Tjugo koralförspel (Noteria, 1979).

1. Var man må nu väl glädja sig
2. Bereden väg för Herran
3. Jesus från Nasaret går här fram
4. Var hälsad sköna morgonstund
5. En stjärna gick på himlen fram
6. Se, vi gå upp till Jerusalem
7. Den kärlek du till världen bar
8. Du bar ditt kors
9. Guds rena Lamm, oskyldig
10. Vad ljus över griften
11. Till härlighetens land igen
12. En dyr klenod
13. Dig vare lov och pris, o Krist
14. Av djupets nöd, o Gud, till dig
15. Jag lyfter mina händer
16. Sörj för mig, o Fader kär
17. Den signade dag
18. Som sådden förnimmer Guds välbehag
19. I denna ljuva sommartid
20. Med tacksam röst och tacksam själ

### Körverk
- När sommarn kommer, varm och blid (Eriksförlaget, 1976).
- Jag lyfter mina ögon upp till bergen (Musikförlaget Cantate, 1977).
- Herrens lov (Noteria, 1977).
- Behåll oss vid ditt rena ord (Eriksförlaget, 1978).
- Bereden väg för Herran! (Eriksförlaget, 1978).